# Pisachoides quatuordecimpunctata
Pisachoides quatuordecimpunctata är en insektsart som först beskrevs av Victor Antoine Signoret 1855.  Pisachoides quatuordecimpunctata ingår i släktet Pisachoides och familjen dvärgstritar. Inga underarter finns listade i Catalogue of Life.